# Felipe Palacios
Felipe Andrés Palacios (Calama, Región de Antofagasta, Chile, 22 de octubre de 1993) es un futbolista chileno, juega como centrocampista.

## Trayectoria
Debuta en el profesionalismo el día 22 de agosto de 2012 ante el equipo de Deportes Antofagasta válido por el torneo Copa Chile.

## Clubes
| Club       | País  | Año       |
| ---------- | ----- | --------- |
| Cobreloa   | Chile | 2012-2015 |
| Trasandino | Chile | 2015-2016 |
| Cobreloa   | Chile | 2016-Act. |